# 盛堂乡
盛堂乡，是中华人民共和国安徽省阜阳市颍上县下辖的一个乡镇级行政单位。

## 行政区划
盛堂乡下辖以下地区：
盛堂社区、尚洋村、周庄村、朱洋村、李店村、宋庙村、常洋村和李郢村。